# Admiral Pitka (A 230)
Admiral Pitka (A 230) je estonská fregata. Původně se jednalo o hlídkovou fregatu Beskytteren (F 340) postavenou v letech 1974–1976 pro dánské královské námořnictvo. Konstrukčně se jedná o modifikaci fregat třídy Hvidbjørnen speciálně upravenou pro hlídkování v oblasti Grónska. V Dánsku loď sloužila až do roku 2000 a následně byla předána Estonsku.

## Stavba

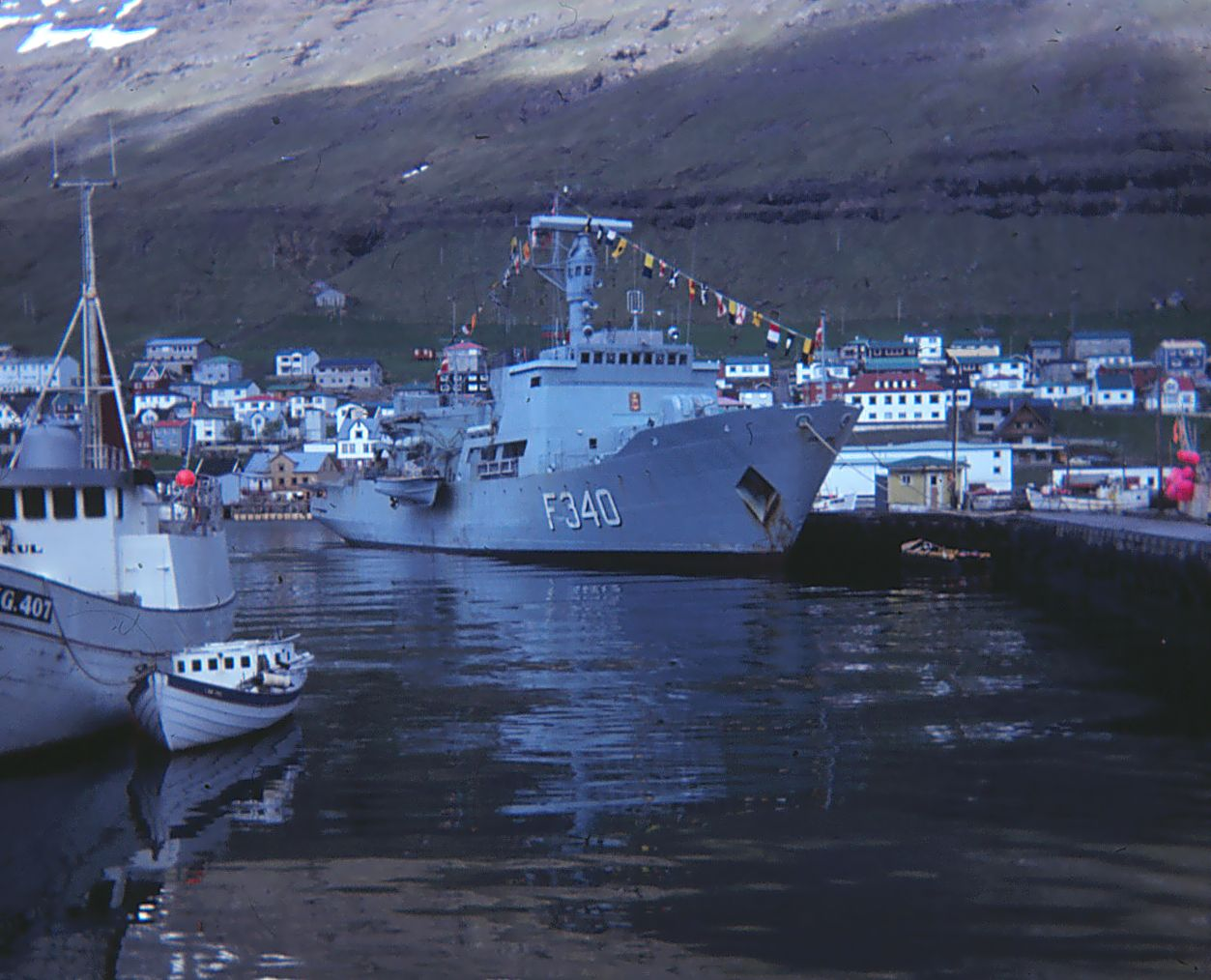
Fregata Beskytteren během služby v dánském námořnictvu

Stavba fregaty Beskytteren probíhala v letech 1974–1976 v loděnici Aalborg Værft.

## Konstrukce

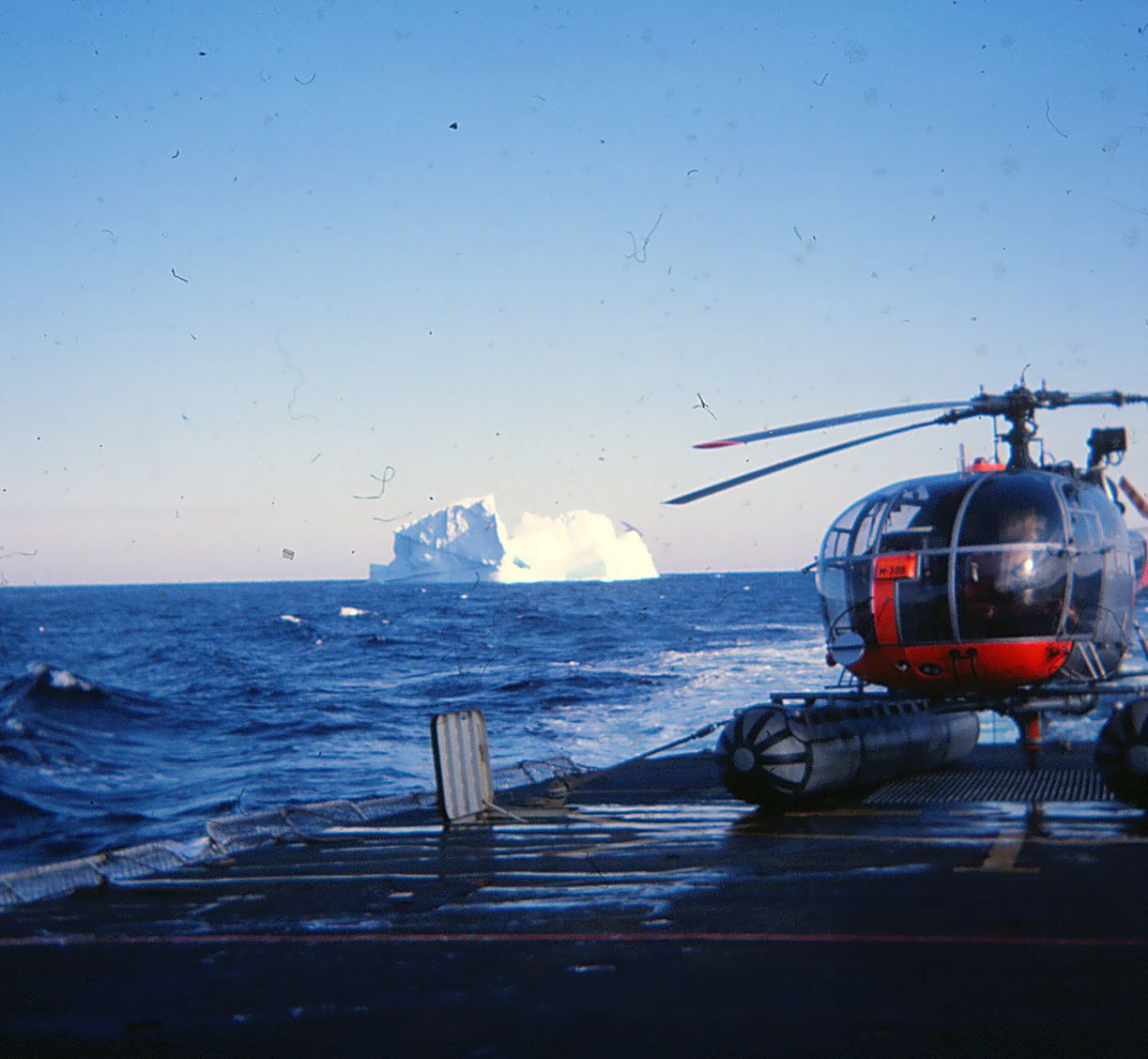
Vrtulník Allouette III na palubě lodě Beskytteren

Plavidlo bylo navrženo speciálně pro službu v arktických oblastech. V dánské službě nesla radar vyhledávací a navigační radar Terma Skanter 009 a radar Plessey AWS-6. Výzbroj tvořil jeden 76mm kanón v dělové věži na přídi. Na zádi se nacházela přistávací plocha a hangár pro jeden vrtulník. Původně loď nesla stroj typu Allouette III, později výkonnější Lynx.
Pohonný systém tvoří tři diesely B&W Alpha. Nejvyšší rychlost dosahovala 18 uzlů. Dosah je 6000 námořních mil při 13 uzlech.